# Saint-Loup-sur-Semouse
Saint-Loup-sur-Semouse är en kommun i departementet Haute-Saône i regionen Bourgogne-Franche-Comté i östra Frankrike. Kommunen ligger i kantonen Saint-Loup-sur-Semouse som tillhör arrondissementet Lure. År 2022 hade Saint-Loup-sur-Semouse 2 842 invånare.

## Befolkningsutveckling
Antalet invånare i kommunen Saint-Loup-sur-Semouse
| Referens: INSEE |